# Доња Петричка
Доња Петричка је насељено место у саставу општине Иванска у Бјеловарско-билогорској жупанији, Република Хрватска.

## Историја
До територијалне реорганизације у Хрватској налазила се у саставу старе општине Чазма.

## Становништво
На попису становништва 2011. године, Доња Петричка је имала 156 становника.

## Попис1991.
На попису становништва 1991. године, насељено место Доња Петричка је имало 248 становника, следећег националног састава:
| Попис 1991.‍ | Попис 1991.‍ | Попис 1991.‍ | Попис 1991.‍ | Попис 1991.‍ |
| ----------- | ----------- | ----------- | ----------- | ----------- |
|             |             |             |             |             |
| Хрвати      | Хрвати      |             | 247         | 99,59%      |
| непознато   | непознато   |             | 1           | 0,40%       |
| укупно: 248 |             |             |             |             |